# Nuovo Olimpo
Nuovo Olimpo è un film del 2023 diretto da Ferzan Özpetek.
La pellicola, a differenza di tutti gli altri film del regista, non è stata distribuita nelle sale cinematografiche, ma direttamente sulla piattaforma streaming Netflix.

## Trama
Roma, 1º novembre 1978. L’aspirante regista Enea conosce l’introverso Pietro, studente di medicina, al cinema Nuovo Olimpo, un luogo di incontri clandestini per omosessuali gestito dall’esuberante Titti. Tra i due scatta un’attrazione immediata che li porta a darsi appuntamento il giorno successivo nello stesso luogo. Enea, colpito dalla timidezza di Pietro, confessa alla sua amica ed amante Alice il proprio desiderio nel volerlo rivedere, riuscendo ad ottenere da lei le chiavi dell’appartamento abbandonato di sua nonna. I due si incontrano al cinema ed Enea offre a Pietro, inizialmente titubante, l’occasione di stare da soli nell’appartamento, dove si scambiano un bacio e fanno l’amore. Il giorno seguente, Enea si reca al cinema dove lo attende Pietro, che lo invita ad andare in una trattoria. Tuttavia, a causa di una manifestazione popolare antifascista, a Roma si respira un’aria di forte tensione e il cinema viene invaso dai manifestanti in fuga dalla polizia. Nel marasma generale, Enea riesce a scampare alle autorità, ma Pietro viene coinvolto in un incidente che gli impedisce di rivedere Enea. 
1988. Dieci anni dopo il loro incontro, Pietro ed Enea conducono vite completamente diverse: Pietro è diventato un medico e ha sposato Giulia, mentre Enea è alle prese con il successo del suo primo film, una rappresentazione della sua breve storia d’amore con Pietro. Dopo la visione della pellicola, Giulia resta molto colpita dall’intensità del film, ma coglie in Pietro una leggera malinconia che la porta progressivamente a credere che il marito nasconda un segreto. L’uomo infatti torna segretamente al Nuovo Olimpo, non più gestito da Titti e che nel frattempo è diventato un cinema a luci rosse. Scopre poi che Enea non ci è più tornato dopo gli eventi della manifestazione di dieci anni prima. Nel frattempo, ad una festa organizzata da Alice, Enea conosce Antonio e tra i due scatta subito l’attrazione. 
1993. Mentre viaggia su un treno con Antonio ed Alice per prendere parte ad un’intervista, Enea riconosce Pietro sul treno accanto e ne resta fortemente turbato, soprattutto dopo aver visto che egli è in compagnia di una donna. Intanto il rapporto tra Enea e Antonio comincia a dare segni di crisi, dal momento che Enea tende ad escludere il compagno. Enea, che nel frattempo si è trasferito nell’appartamento della nonna di Alice, incontra casualmente Titti, ormai invecchiata. La donna gli confessa di aver conservato per tutti quegli anni una lettera che Pietro le aveva consegnato dopo essere stato dimesso dall’ospedale e nella quale il ragazzo invitava Enea a cercarlo per rivedersi. La lettera turba profondamente Enea, che viene consolato da Alice. Pietro, invece, dopo aver visto l’intervista di Enea in televisione, decide di recarsi a Roma per presentarsi ad un convegno di Enea, ma, dopo aver scoperto che l’uomo ha un nuovo compagno, torna a casa deluso.
2015. Enea è un regista affermato alle prese con il suo quattordicesimo film, ma durante le riprese viene ferito agli occhi e necessita di un'operazione, che, per casualità, viene assegnata proprio a Pietro. Bendato a causa della medicazione, Enea si ostina a voler invitare a casa il medico che lo ha operato e Pietro accetta, scoprendo che l’indirizzo corrisponde alla casa della nonna di Alice. Volendo però vedere il medico, Enea riesce ad organizzare con Giulia, sua grande fan, una cena a casa di lei e Pietro. Enea scopre così che il medico che lo ha operato è proprio Pietro, e dagli sguardi tra i due Giulia si rende conto che il marito è da sempre innamorato dell’uomo, e lo sprona a rincorrerlo. Pietro ed Enea finalmente si rivedono da soli a distanza di anni, ma, pur riconoscendo l'intensità del loro amore giovanile, sono ormai consapevoli che le loro vite sono troppo diverse. I due quindi si salutano promettendosi di non dimenticarsi, consci che se quel giorno di tanti anni prima fossero andati nella trattoria, le cose sarebbero andate diversamente.

## Produzione
Il film è stato girato interamente a Roma, in particolare a rione Monti, nei quartieri di Municipio III e Monte Sacro. Le riprese sono iniziate nel novembre 2022.

## Colonna sonora
La colonna sonora è stata composta da Andrea Guerra e contiene alcuni brani come Se ci sarà domani di Ornella Vanoni, E la luna bussò di Loredana Bertè, Je t'attends di Charles Aznavour, Maruzzella di Renato Carosone e Enzo Bonagura, Adio kerida di Yasmin Levy e Il trovatore, Atto III, Scena II: Sevillana di Giuseppe Verdi.
Nei titoli di coda del film è presente il brano Povero amore, interpretato da Mina e contenuto nel suo album Ti amo come un pazzo, che torna a collaborare con Özpetek dopo La dea fortuna e Le fate ignoranti. Della stessa cantante è presente anche il brano E se domani, mentre nel primo trailer il singolo Vorrei che fosse amore.

## Promozione
Il primo teaser è stato diffuso l'11 febbraio 2023, in occasione della finale del Festival di Sanremo 2023. Il trailer ufficiale è stato poi pubblicato il 19 settembre dello stesso anno.

## Distribuzione
Il film è stato presentato in anteprima alla Festa del Cinema di Roma 2023 per poi essere distribuito su Netflix il 1º novembre 2023.

## Critica
"Il quattordicesimo film di Ferzan Özpetek, che segna la sua prima collaborazione con Netflix e sceglie una dimensione meno corale, non è solo il racconto di una storia realmente capitata al regista, quella di un amore interrotto e dunque destinato a durare per sempre, ma un omaggio a quegli anni Settanta in cui le sale cinematografiche e i cineclub ricoprivano un ruolo culturale e sociale insostituibile. [...] Tra memoria, desiderio e passione, Özpetek celebra la libertà creativa e di costume di quegli anni irripetibili, spazzati via dall’HIV, con la libertà di un film che si riappropria di corpi nudi e legami inetichettabili, e rivendica il diritto a esibire sfacciatamente i sentimenti, che poi è la cifra emotiva del suo cinema [...]." (Alessandra De Luca, Ciak, 22 ottobre 2023)
"Film numero 14 di Ferzan Özpetek, tra i suoi più autobiografici, Nuovo Olimpo racconta la storia d'amore di due ragazzi, interrotta alla fine degli anni '70 per poi riprendere 30 anni dopo. Il suo solito melodramma con musica è stavolta, grazie a Netflix, più spinto sulla rappresentazione dell'amore omosessuale, ma anche più chiuso nel raccontare il contesto, solo evocato. Grandissima la prova di Luisa Ranieri come cassiera del cinema dove i due si incontrano." (Pedro Armocida, Il Giornale, 2 novembre 2023)
"[...] Fa simpatia, un film come Nuovo Olimpo, per come Özpetek sembra aver messo da parte molte delle velleità che appesantivano i suoi film precedenti, per raccontare una storia semplice quanto, evidentemente, sentita. Una storia che tuttavia, ancora una volta, sembra trovare qualche difficoltà nell’arrivare con la giusta limpidezza allo spettatore, forse a causa di un certo squilibrio emotivo (ma anche di banale “peso” narrativo) nel racconto delle tre frazioni che compongono il film. Così, se la parte introduttiva è corposa e gode di un contesto generalmente ben delineato [...]  le altre due frazioni sembrano andare un po’ a rimorchio della prima, non riuscendo a mantenere la stessa tensione narrativa, né a rendere al meglio il senso di un’attrazione anzitempo divenuta nostalgia e rimpianto. È come se il regista avesse detto tutto, o gran parte di ciò che aveva da dire, nella frazione ambientata nel 1978 [...]." (Marco Minniti, Asbury Movies, 2 novembre 2023)

## Riconoscimenti
- 2023 - Ciak d'oro[13][14]
  - Miglior regista a Ferzan Özpetek
  - Rivelazione dell'anno a Damiano Gavino